# Alvito (Italia)
Alvito es una localidad y comune italiana de la provincia de Frosinone, región de Lacio, con 2.907 habitantes.

## Evolución demográfica
| Gráfica de evolución demográfica de Alvito entre 1861 y 2001 |
|                                                              |
| Fuente ISTAT - elaboración gráfica de Wikipedia              |